# Die Moritat von Mackie Messer
 (août 2020).
Si vous disposez d'ouvrages ou d'articles de référence ou si vous connaissez des sites web de qualité traitant du thème abordé ici, merci de compléter l'article en donnant les références utiles à sa vérifiabilité et en les liant à la section « Notes et références ».
Pour le film, voir Mack the Knife (film).
Die Moritat von Mackie Messer (en français La Complainte de Mackie ; en anglais Mack the Knife) est une chanson allemande écrite par Bertolt Brecht sur une musique de Kurt Weill, pour leur comédie musicale Die Dreigroschenoper, en français L'Opéra de quat'sous, dont la première a lieu à Berlin en 1928 au Theater am Schiffbauerdamm.
Plusieurs artistes américains, notamment Louis Armstrong et Bobby Darin, ont repris la chanson dans les années 1950, la transformant en standard de jazz.

## L'Opéra de quat'sous
Une moritat (de mori, mortel et tat, fait) est une sorte de complainte médiévale narrant des événements dramatiques, chantée par les ménestrels[réf. nécessaire].
Dans L'Opéra de quat'sous, le chanteur de la moritat, avec son orgue de Barbarie, ouvre et clôt l'œuvre avec l'histoire du redoutable Mackie Messer (Mackie-le-Surineur en français, Mack the Knife en anglais). Le personnage est basé sur le bandit de grand chemin Macheath du Beggar's Opera de John Gay, lui-même inspiré d'un voleur ayant réellement existé, Jack Sheppard. Le personnage de Brecht est beaucoup plus cruel et sinistre, transformé en antihéros moderne[réf. nécessaire].
La pièce s'ouvre avec le chanteur de la moritat comparant Macheath à un requin puis racontant quelques-uns de ses vols, meurtres, viols et autres crimes.
La chanson a été ajoutée à la pièce très peu avant sa première représentation en 1928. Harald Paulsen (en), créateur du rôle de Macheath, souhaitait une introduction plus approfondie de son personnage.

## Mack the Knife
La première version en anglais de la chanson date de 1933, lorsque L'Opéra de quat'sous (Die Dreigroschenoper en allemand, The Threepenny Opera en anglais) est créé à Broadway. Les paroles sont signées Gifford Cochran et Jerrold Krimsky. La pièce est un bide ; il faut attendre plus de vingt ans avant qu'elle ne trouve le succès : elle est recréée en 1954 avec des paroles de Marc Blitzstein et se joue plus de six ans off-Broadway.

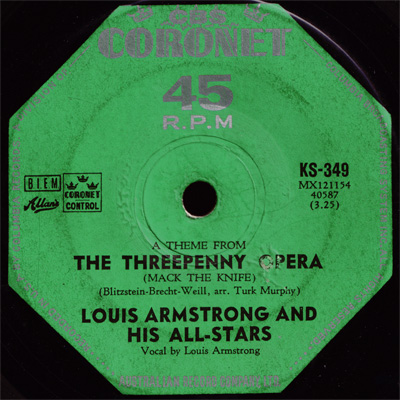
Étiquette du 45 tours de Louis Armstrong de 1956.

En 1956, Louis Armstrong reprend Mack the Knife en face A d'un 45 tours, avec les paroles de Marc Blitzstein. Lors de l'enregistrement, il ajoute spontanément dans les paroles le nom de Lotte Lenya, la veuve de Weill, présente dans le studio. Celle-ci était la vedette de la version originale de 1928, ainsi  que dans la version américaine de 1954. La plupart des versions suivantes reprendront cet hommage.[réf. nécessaire] En 1959, c'est au tour de Bobby Darin de proposer une version jazz de la chanson. Le succès est énorme : la chanson atteint la première place du Billboard Hot 100 et reste en haut des classements pendant neuf semaines. Bobby Darin remporte alors deux Grammy Awards : celui de l'enregistrement de l'année et celui du meilleur nouvel artiste.
La version de Bobby Darin est la référence pour les reprises suivantes et Frank Sinatra – qui la reprendra en 1984 et 1994 – la qualifiera de version « définitive ». Elle est classée 3e du Top 100 de tous les temps du Billboard magazine et 251e dans Les 500 plus grandes chansons de tous les temps selon Rolling Stone. Elle fait également partie de la liste des 660 « chansons qui ont façonné le rock 'n' roll » établie par l'équipe du Rock and Roll Hall of Fame. L'année suivante, Ella Fitzgerald donne son interprétation du titre, en concert à Berlin. Victime d'un sérieux trou de mémoire, elle improvise des paroles et du scat sur une bonne partie de la chanson. Sa version, présente sur l'album Ella in Berlin : Mack the Knife, lui permet d'entrer au Grammy Hall of Fame.

## Versions notables
- Florelle (1931, premier enregistrement)
- Lotte Lenya (Lotte Lenya Sings Berlin Theatre Songs of Kurt Weill, 1955)
- Louis Armstrong (1956)
- Dick Hyman (1956)
- Sonny Rollins (Saxophone Colossus, 1956)
- Jonah Jones (Muted Jazz, février 1957)
- Bing Crosby (Bing with a Beat, 1957)
- Bobby Darin (1959)
- Bill Haley & His Comets (Strictly Instrumental, 1959)
- Kenny Dorham (Quiet Kenny, 1959)
- Anita O'Day (Cool Heat, 1959)
- Ella Fitzgerald (Ella in Berlin : Mack the Knife, 1963)
- Eartha Kitt (single, 1963)
- Oscar Peterson/Clark Terry (Oscar Peterson + One Clark Terry, 1964)
- Dave Van Ronk (Dave Van Ronk and the Ragtime Jug Stompers, 1964, Live at Sir George Williams University, 1967, et Let No One Deceive You, 1992)
- Ben Webster (Stormy Weather, 1965)
- The Doors (Live In Stockholm, 1968)
- Peggy Lee (Live in London, 1977)
- The Psychedelic Furs (face B du single Pretty in Pink, album Here Came The Psychedelic Furs : B Sides and Lost Grooves, version 2002 de l'album The Psychedelic Furs)
- Frank Sinatra (L.A. Is My Lady, 1984)
- Sting (Lost in the Stars : The Music of Kurt Weill, 1985)
- Ute Lemper (Ute Lemper Singt Kurt Weill, 1987)
- Roger Daltrey (bande originale du film Mack the Knife, 1990)
- Kenny Garrett (African Exchange Student, 1990)
- The Young Gods (Play Kurt Weill, 1991)
- Marianne Faithfull (20th Century Blues, 1992)
- Lyle Lovett (bande originale du film Quiz Show, 1994)
- Frank Sinatra avec Jimmy Buffett (Duets II, 1994)
- Nick Cave (September Songs: The Music of Kurt Weill, 1995)
- Brian Setzer (Vavoom!, 2000)
- Jimmie Dale Gilmore, 2000 (figure dans la bande originale du film Un prophète de Jacques Audiard en 2009)
- Robbie Williams (Swing When You're Winning, 2001)
- Michael Bublé (Come Fly With Me, 2004)
- Westlife (Allow us to be frank, 2004)